# Przyłęk (Basse-Silésie)
Pour les articles homonymes, voir Przyłęk.
Przyłęk est une localité polonaise de la gmina de Bardo, située dans le powiat de Ząbkowice Śląskie en voïvodie de Basse-Silésie.

## Histoire
De 1742 à 1945, Frankenberg fait partie de l'arrondissement de Frankenstein-en-Silésie dans le district de Breslau au sein de la province de Silésie.